# Beaverton (Alabama)
Beaverton város az USA Alabama államában, Lamar megyében. Lakosainak száma 187 fő (2020. április 1.).

## Népesség
A település népességének változása:
| Lakosok száma | 208  | 201  | 187  |
|               | 2007 | 2010 | 2020 |